# UFC 68
UFC 68: The Uprising foi um evento de artes marciais mistas promovido pelo Ultimate Fighting Championship, ocorrido em 3 de março de 2007 na Nationwide Arena em Columbus, Ohio. No evento principal, o então Campeão Peso Pesado do UFC Tim Sylvia defendeu seu cinturão contra Randy Couture que tinha declarado sua aposentadoria havia 12 meses. Outros ex-campeões lutaram no evento como o meio médio Matt Hughes e o peso médio Rich Franklin.

## Resultados
Nota 1 Pelo Cinturão Peso-Pesado do UFC.

## Bônus da Noite
- Luta da Noite:  Jason Lambert vs.  Renato Sobral
- Nocaute da Noite:  Jason Lambert
- Finalização da Noite:  Martin Kampmann

## Ligações Externas
- Página oficial do evento
- Resultados no Sherdog

1. ↑  Nota 1